# آرنو کورتی
آرنو کورتی (فرانسوی: Arnaud Courteille‎؛ زادهٔ ۱۳ مارس ۱۹۸۹) دوچرخه‌سوار اهل فرانسه است.
از باشگاه‌هایی که در آن رکاب زده‌است می‌توان به تیم دوچرخه‌سواری اف‌دی‌جی و تیم دوچرخه‌سواری ویتال کونسپت اشاره کرد.